# Heterosternuta folkertsi
Heterosternuta folkertsi är en skalbaggsart som först beskrevs av Wolfe och Matta 1979.  Heterosternuta folkertsi ingår i släktet Heterosternuta och familjen dykare. Inga underarter finns listade i Catalogue of Life.